# 寺内淳志
寺内 淳志（てらうち あつし、1989年8月18日 - ）は、日本の俳優。J-CLIP所属。山口県宇部市出身。新国立劇場演劇研修所7期修了。

## 出演
※主演は役名を太字表記

### テレビ
- ザ！世界仰天ニュース（2020、2024年、日本テレビ)
- THE突破ファイル 交通事故鑑定人(2025年、日本テレビ)

### 舞台
- 赤鬼（2014年6月4日 - 15日、青山円形劇場)[2]
- 三文オペラ（2014年9月10 - 28日、新国立劇場 中劇場）[3] - 乞食 役
- 邯鄲（2014年7日20日、山中湖村公民館）[4] - 紳士ニ、医師二 役
- 花嫁になれなかった男（2014年11月27日 - 30日、銀座みゆき館劇場) - 主演
- ロマンス2015（2015年2月17日 - 22日、紀伊國屋ホール）[5] - 沙悟浄 役
- 人民の敵（2015年8月21日 - 9月2日、吉祥寺シアター）[6] - 人民 役
- マクベス（2015年9月30日 - 10月4日、ラゾーナ川崎プラザソル）[7] - マクダフ 役
- くれない坂の猫（2016年4月6日 - 10日、中野ザ・ポケット）[8] - パク・ヨンチョル 役
- あわれ彼女は娼婦（2016年6月8日 - 26日、新国立劇場 中劇場）[9] - 司祭他 役
- 卒塔婆小町(2016年8月11日、山中湖村公民館)[10] - 巡査 役
- まちがいの喜劇（2016年9月7日 - 11日、あうるすぽっと)[11] - 主演・ドローミオ兄 役
- 夜組（2017年1月13日 - 23日、シアターKASSAI）[12] - トモレロ 役
- 令嬢ジュリー(2017年3月10日 - 4月１日、Bunkamuraシアターコクーン)[13] - 召使 役
- 君が人生の時（2017年6月13日 - 7月2日、新国立劇場 中劇場）[14] - サム 役
- おーい、救けてくれ！（2017年6月23日、新国立劇場 中劇場）
- トスカ（2017年10月15日 - 12月7日、りゅーとぴあ、東京芸術劇場、金沢歌劇場、新川文化ホール、沖縄コンベンションセンター）[15] - 兵隊 役
- 物の所有を学ぶ庭（2018年2月28日 - ３月11日、北千住BUoY）[16] - 仁王 役
- gokko（2018年5月18日 - 22日、宮益坂十間スタジオ）[17] - 涼平 役
- 綾の鼓(2018年7月22日、山中湖村公民館 )[18] - 戸山 役
- 薔薇(2018年9月21日、急な坂スタジオ)[演出・出演]
- 桜の秋（2018年10月21日、恵比寿・エコー劇場）[19]
- ソ連軍との交戦とシベリア抑留記（2018年11月11日、2019年11月3日、平和祈念展示資料館　ビデオシアター) [20]
- ボードゲームと種の起源（2018年12月11日 - 12月16日、アーツ千代田3331)[21] - 主演
- 弱法師（2019年1月26日 - 2月3日、芝居砦・満点星) - 主演・俊徳 役
- 綾の鼓/卒塔婆小町（2019年4月5日 - 7日、銕仙会能楽研修所) -戸山/男A 役
- ボードゲームと種の起源・拡張版（2019年5月29日 - 6月9日、こまばアゴラ劇場)[22]
- ユスリカ（2019年8月28日 - 9月１日、小劇場楽園) - 五十嵐大志役
- 野外劇 吾輩は猫である（2019年10月１９日 - ２９日、東京芸術劇場 劇場前広場) - 寒月 役
- お月さまへようこそ（2019年12月21日、急な坂スタジオ) [演出]
- ナイロンのライオン（2020年1月２６日 - ２月９日、劇場HOPE) - モリシマ 役
- ライブパフォーマンス(2020年8月、配信公演)[脚本・演出・出演]｛かながわ短編演劇アワード2021 戯曲コンペティション最終候補作品｝[23] - 主演・男 役
- 吾輩はウツである(2020年12月14日 - 2021年5月27日、演劇鑑賞会事業)[24] - 小山内薫 役
- 俳優達の夜、夜明け、夜明け前(2020年12月30日、急な坂スタジオ)[演出・出演]
- Ｔ Crossroad 短編戯曲祭 <2020年の世界>(2021年2月10日 - 23日、吉祥寺シアター)[25]
- 明日は運動会ー和歌山毒物カレー事件ー(2021年6月15日 - 20日、サンモールスタジオ)[26] - 主演・高史 役
- オール・アバウト・Z(2021年11月6日 - 14日、ザ・スズナリ)[27] - T 役
- ビショップ・マーダー・ケース(2022年5月13日 - 19日、吉祥寺シアター)[28] - ジョン・パーディー 役
- 阿国-かぶく恋、夢の果て-(2022年9月28日 - 10月2日、サンシャイン劇場)[29]
- トリガーライン(2022年11月3日 - 13日、劇場HOPE)[30]
- 落書き(2023年3月15、16日、座・高円寺1)
- あずかりやさん(2024年1月11日 - 20日、朋友芸術センター)[31]- 主演・桐島透 役
- トリスタンとイゾルデ(2024年3月23日 - 31日、三井住友銀行 ライジング・スクエア1階アース・ガーデン)
- わが星(2024年10月24日 - 10月30日、シアター風姿花伝)[32]- 月 役
- 浴室（2025年、サンモールスタジオ）[33] - 耕大 役

### 映画
- Changes（2018年11月13日公開、F/T)
- ニセコイ（2018年12月21日公開、東宝) - 集英組組員 役

### MV
- HARUKI「僕のノワール・ノワール」
- しずくだうみ「忘れる」

### CM・広告
- アイリッシュウイスキーJEMSON webCM(2019年)